# Kodeks 0170
Kodeks 0170 (Gregory-Aland no. 0170), ε 026 (Soden) – grecki kodeks uncjalny Nowego Testamentu na pergaminie, paleograficznie datowany na V lub VI wiek. Rękopis przechowywany jest w Princeton. Do naszych czasów zachowała się jedna karta kodeksu.

## Opis
Do dziś zachowała się 1 uszkodzona karta kodeksu, z tekstem Ewangelii św. Mateusza 6,5-6.8-10.13-15.17. Według rekonstrukcji karta kodeksu miała rozmiary 25 na 20 cm. Tekst pisany jest dwoma kolumnami na stronę, w 27 linijkach w kolumnie (według rekonstrukcji). Litery są proste, pionowe, raczej wielkie i starannie wykończone.
Tekst dzielony jest według paragrafów z powiększoną pierwszą literą (podobnie jak Kodeks Aleksandryjski).

## Tekst
Tekst kodeksu jest mieszany i reprezentuje różne tradycje tekstualne. Kurt Aland zaklasyfikował go do kategorii III.
W Modlitwie Pańskiej nie zawiera doksologii w Mt 6,13 οτι σου εστιν η βασιλεια και η δυναμις και η δοξα εις τους αιωνας, podobnie jak א B D Z f1.

## Historia
Grenfell i Hunt datowali fragment na V lub VI wiek. W ten sam sposób datuje dziś INTF. Jako miejsce prawdopodobnego powstania kodeksu wskazywany jest Egipt.
Fragment został znaleziony przez Grenfella i Hunta w Oksyrynchos. Odkrywcy wydali tekst fragmentu w 1912 pod numerem 1169. Rękopis został przekazany dla Princeton Theological Seminary ze względu na finansowanie prac w Oksyrynchos.
Na listę rękopisów Nowego Testamentu wciągnął go Ernst von Dobschütz.
Rękopis jest przechowywany w Princeton Theological Seminary (Speer Library, Pap. 11) w Princeton.